# Ulmaridae
Famille
Les Ulmaridae constituent une famille de méduses de l'ordre des Semaeostomeae.

## Description et caractéristiques
Au sein de l'ordre des Semaeostomeae, cette famille se distingue par sa cavité gastrique divisée en canaux. Les groupes et sous-familles au sein de cette famille se fondent notamment sur la présence de filaments marginaux et la position des gonades. 

## Liste des sous-familles et genres
| Selon World Register of Marine Species (13 janvier 2015) : ___ - genre Aurelia Lamarck, 1816 — 6 espèces - genre Aurosa — 1 espèce - sous-famille Deepstariinae Larson, 1986 - genre Deepstaria Russell, 1967 — 2 espèces - genre Diplulmaris Maas, 1908 — 2 espèces - genre Discomedusa Claus, 1878 (septembre 1877) — 2 espèces - genre Floresca — 1 espèce - genre Parumbrosa Kishinouye, 1910 — 1 espèce - genre Phacellophora Brandt, 1835 — 1 espèce - sous-famille Poraliinae Larson, 1986 - genre Poralia Vanhöffen, 1902 — 1 espèce - sous-famille Stellamedusinae Raskoff & Matsumoto, 2004 - genre Stellamedusa Raskoff & Matsumoto, 2004 — 1 espèce - genre Sthenonia — 1 espèce - sous-famille Stygiomedusinae Russell & Rees, 1960 - genre Stygiomedusa Russell, 1959 — 1 espèce - sous-famille Tiburoniinae Matsumoto, Raskoff & Lindsay, 2003 - genre Tiburonia Matsumoto, Raskoff & Lindsay, 2003 — 1 espèce - genre Ulmaris — 2 espèces | Selon ITIS (13 janvier 2015) : - genre Aurosa Haeckel, 1880 - genre Diplulmaris Maas, 1908 - genre Discomedusa Claus, 1877 - genre Floresca Haeckel, 1880 - genre Parumbrosa Kishinouye, 1910 - genre Ulmaris Haeckel, 1880 - genre Undosa Haeckel, 1880 - sous-famille Aureliinae L. Agassiz, 1862 - genre Aurelia Lamarck, 1816 - sous-famille Deepstariinae Larson, 1986 - genre Deepstaria Russell, 1967 - sous-famille Poraliinae - genre Poralia Vanhöffen, 1902 - sous-famille Sthenoniinae - genre Phacellophora Brandt, 1835 - genre Sthenonia Eschscholtz, 1829 - sous-famille Stygiomedusinae - genre Stygiomedusa Russell, 1959 |

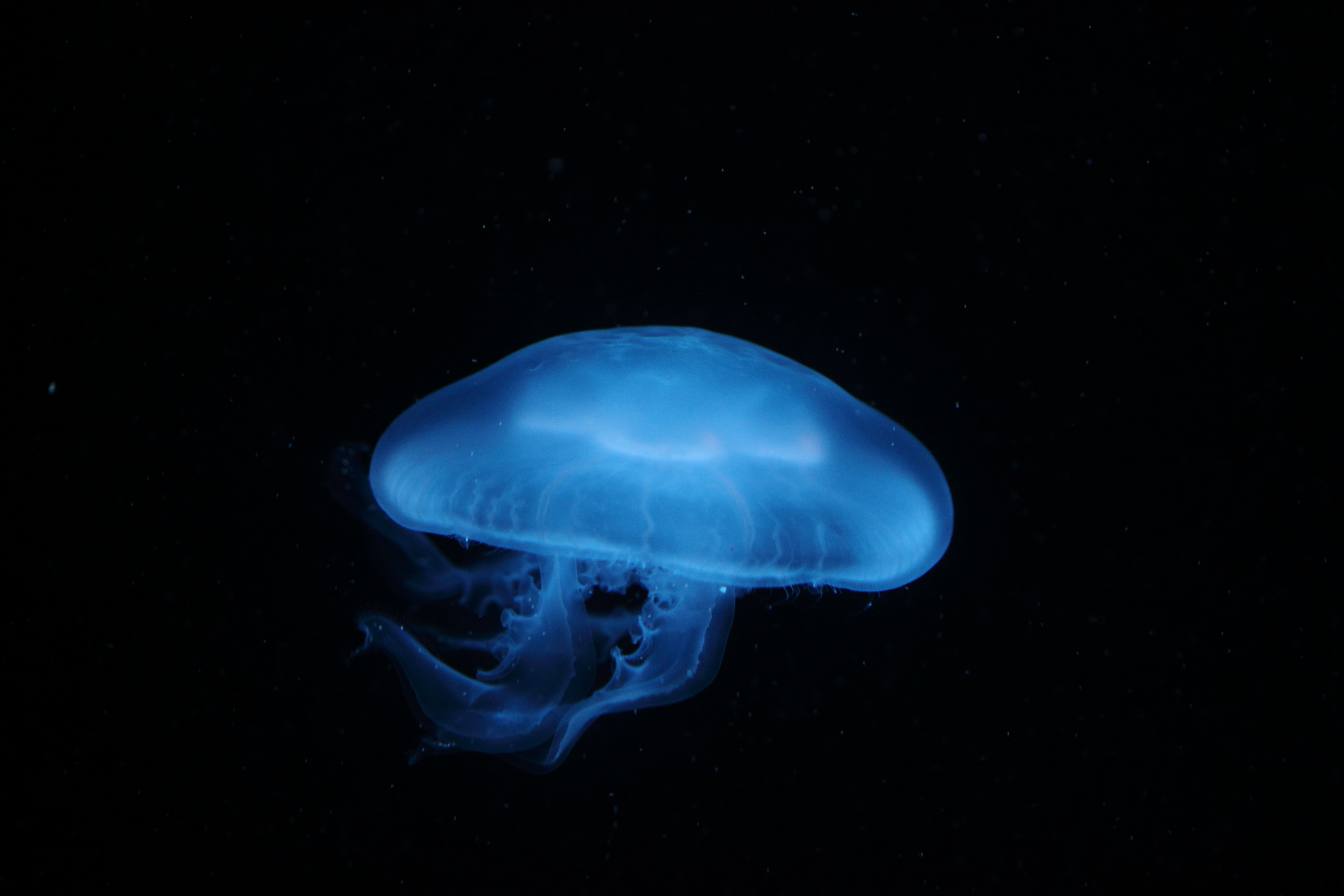
Aurelia labiata
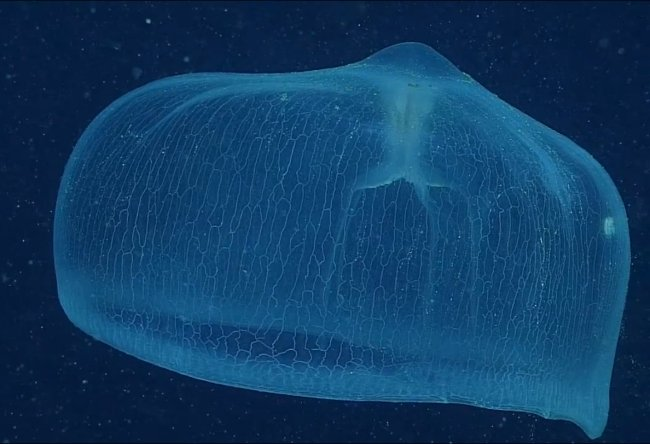
Deepstaria enigmatica
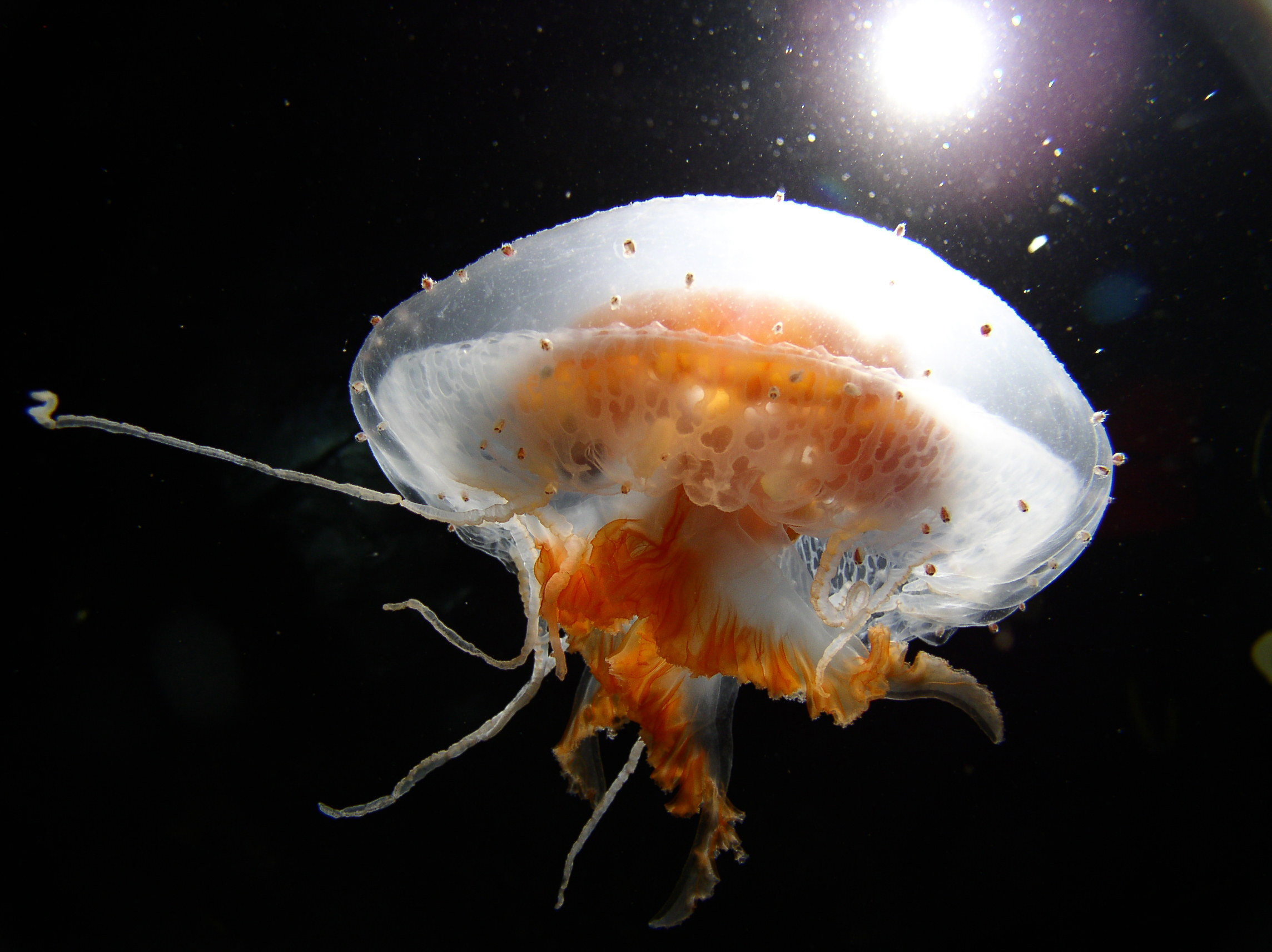
Diplulmaris antarctica
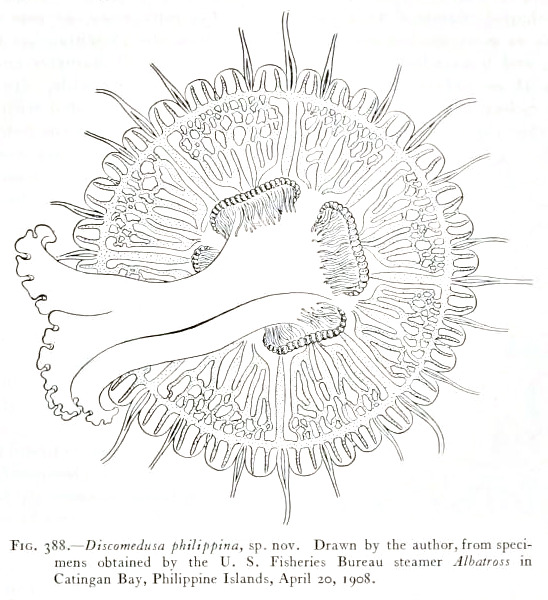
Discomedusa philippina
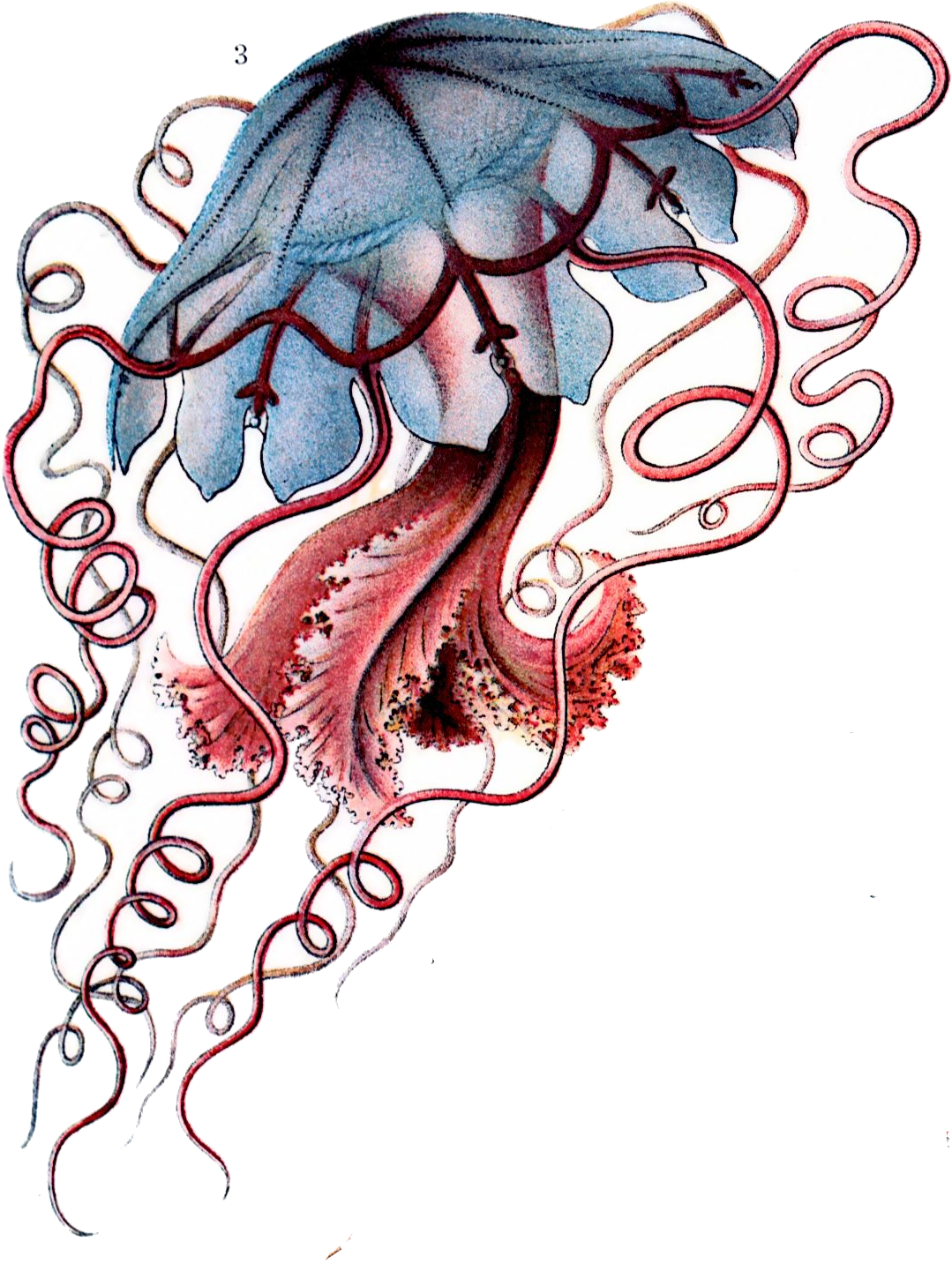
Floresca parthenia
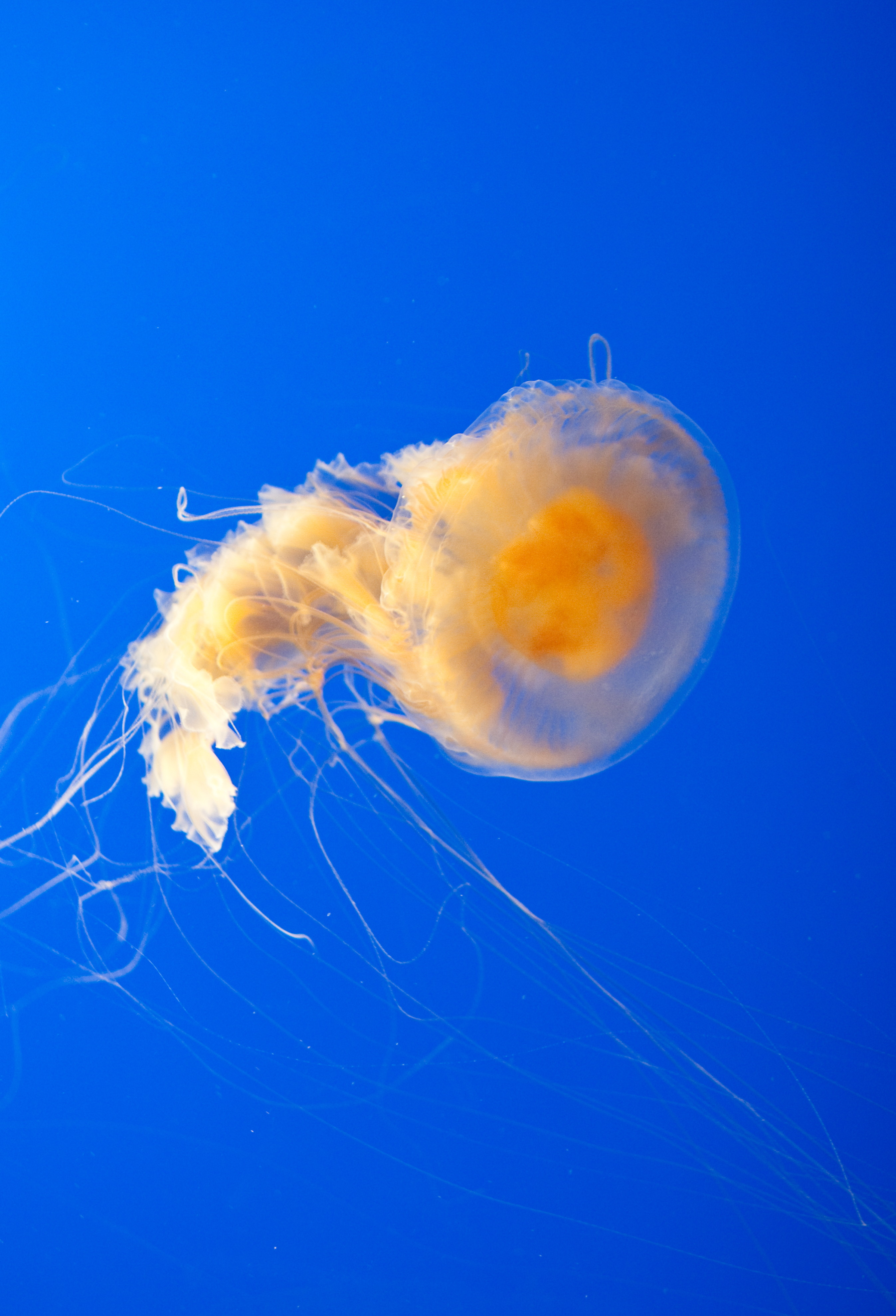
Phacellophora camtschatica
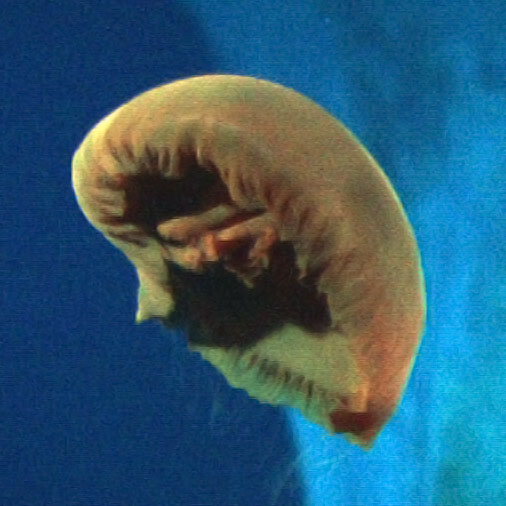
Poralia rufescens
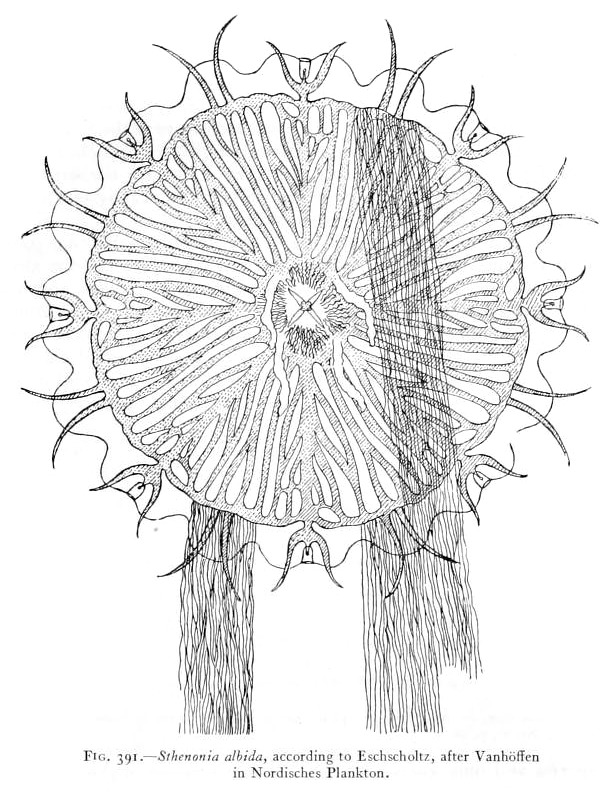
Sthenonia albida
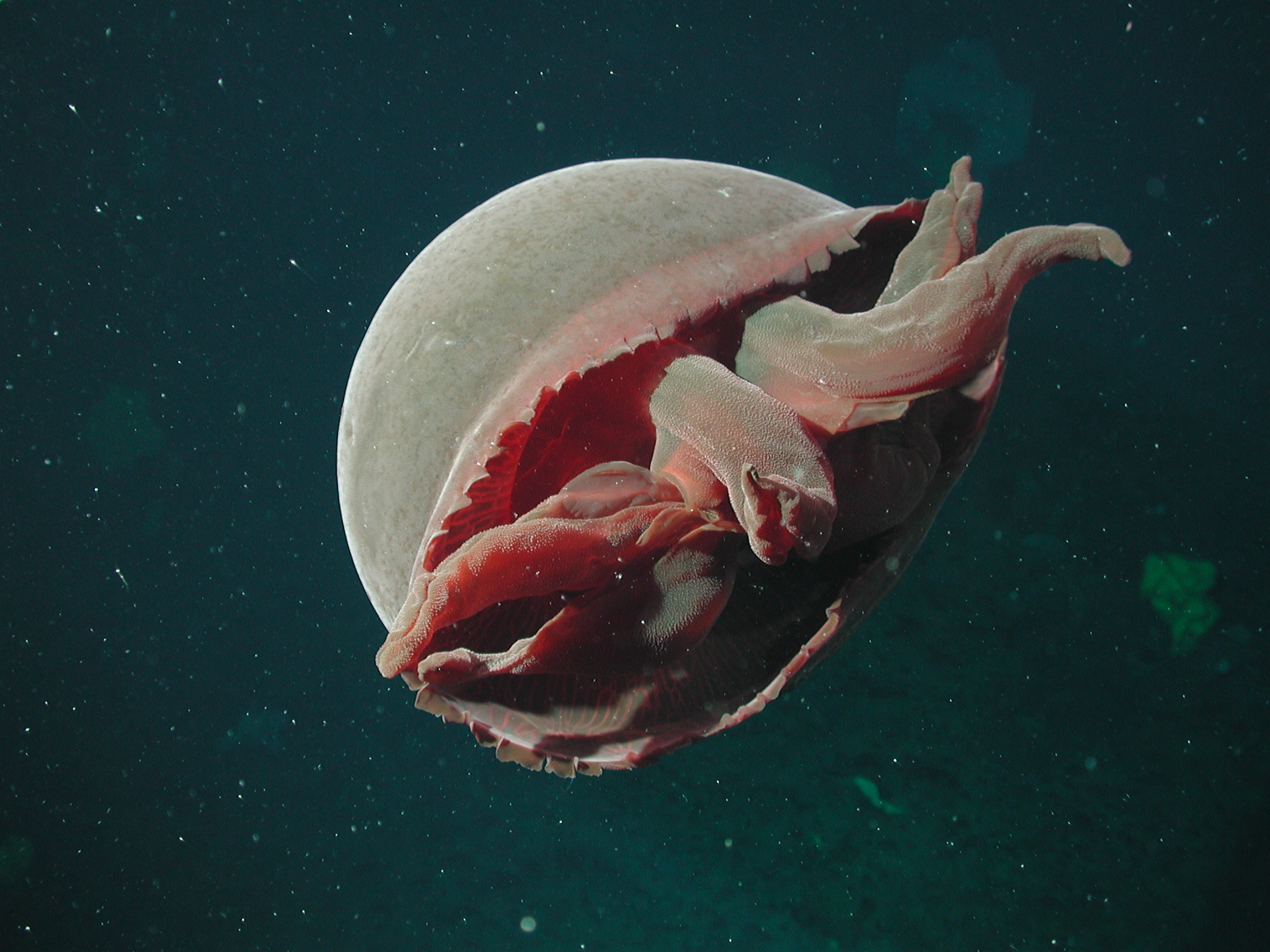
Tiburonia granrojo
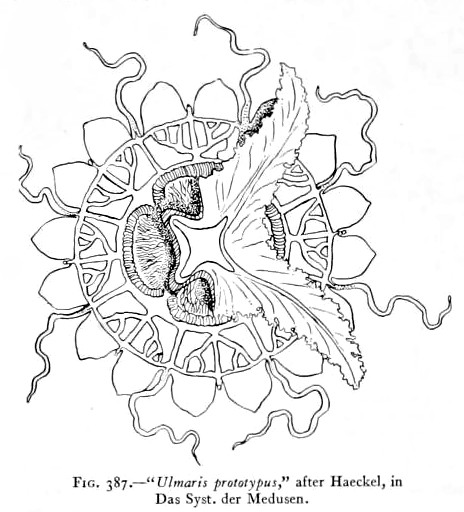
Ulmaris prototypus